# Caíque Santos
Caíque Luiz Santos da Purificação, mais conhecido como Caíque Santos, ou simplesmente Caíque  (Salvador, 31 de julho de 1997), é um futebolista brasileiro que atua como goleiro. Atualmente joga pelo Thep Xanh Nam Dinh.

## Carreira

### Vitória
Revelado pelas categorias de base do Vitória, Caíque foi promovido ao elenco profissional no início de 2016. Recém-chegado, foi incumbido de estrear em pleno clássico Ba-Vi, no dia 13 de março, devido à lesão do titular Fernando Miguel. A pressão e a desconfiança eram enormes, mas Caíque demonstrou, além de capacidade técnica, muita personalidade, e teve um papel fundamental no triunfo por 2 a 0, na Arena Fonte Nova. Foi considerado um dos principais destaques da partida, recebendo de muitos torcedores, inclusive, a sugestão de sua inserção no time titular, mesmo sendo tão jovem para os padrões de um goleiro.
No mês seguinte, Caíque recebeu do técnico Rogério Micale a sua primeira convocação para a Seleção Brasileira Sub-20. No dia 7 de dezembro de 2016, foi convocado para o Sul-Americano Sub-20 de 2017, no Equador.
Caíque disputou 51 partidas pelo Vitória entre os anos de 2016 e 2021 e conquistou o Bicampeonato Baiano, em 2016 e 2017.

### CSA e Ermis Aradippou
Em 2020, Caíque foi emprestado ao CSA. Posteriormente, no mesmo ano, foi emprestado ao Ermis Aradippou, do Chipre. Lá, fez 31 jogos.

### Rochester NYFC
Em 2022, atuou por empréstimo no Rochester New York FC. Em junho, foi eleito o melhor goleiro da MLS Next Pro.

### Ypiranga
Em janeiro de 2023, foi anunciado como reforço do Ypiranga, de Erechim, para disputa do Gauchão e da Série C. Pela equipe, foram 30 partidas disputadas e 42 gols sofridos.

### Grêmio
Em agosto de 2023, foi contratado pelo Grêmio. O Tricolor desembolsou R$ 500 mil para adquirir 100% dos direitos econômicos do jogador.

### Criciúma
Em janeiro de 2025, Caíque deixou o Grêmio para reforçar o Criciúma. O clube de Santa Catarina desembolsou cerca de R$ 250 mil reais para contar com o goleiro, com o Tricolor Gaúcho permanecendo com 30% do passe do jogador. O contrato com o Criciúma será de dois anos.

## Títulos
Grêmio
- Vice-campeão do Campeonato Brasileiro: 2023
- Campeonato Gaúcho: 2024

Vitória
- Campeonato Baiano: 2016 e 2017

Ypiranga
- Campeão do interior gaúcho: 2023

Criciúma
- Recopa Catarinense: 2025

Seleção Brasileira
- Vice-campeão do Torneio de Suwon (Sub-20): 2016
- Campeão da Panda Cup (Sub-20 ): 2014